# José María Fúster
José María Fúster Casas (Pozaldez, 14 de noviembre de 1923-Madrid, 16 de enero de 2000) fue un geólogo y vulcanólogo español, catedrático en la Facultad de Ciencias de la Universidad Complutense de Madrid (UCM) e investigador del Consejo Superior de Investigaciones Científicas (CSIC), a través de su Instituto de Investigaciones Geológicas Lucas Mallada.

## Trayectoria
Fúster nació en 1923 en un pueblo de la provincia de Valladolid. Fue el segundo de los tres hijos de Ana Casas y Julio Fúster. Estudió en la Facultad de Ciencias de la Universidad Central de Madrid, precedente de la actual Universidad Complutense, en la que obtuvo su título de licenciatura en la Sección de Ciencias Naturales en 1945. En esta facultad, situada entonces en la calle de San Bernardo, conoció a Elisa Ibarrola, alumna de la misma facultad con quien posteriormente se casó. Con los años Elisa se convirtió en colaboradora de sus investigaciones.
En 1950, Fúster se doctoró y completó su formación con cursos de petroquímica impartidos en la Escuela Politécnica Federal de Zúrich. En 1961, aprobó la oposición para obtener la cátedra de Petrología de la Facultad de Ciencias (Sección de Geológicas) de la que se jubiló en 1988, con 65 años, pero continuó con su labor docente hasta 1997 al ser nombrado profesor emérito de esa misma facultad.
Paralelamente a la profesión docente, realizó una intensa actividad investigadora en el Sistema Central de la península ibérica y en la geología y vulcanología de las Islas Canarias. Dirigió tres grandes proyectos de investigación entre 1976 y 1985 para el estudio del Sistema Central y participó en la cartografía, memoria y asesoramiento de más de una docena de hojas geológicas de la serie MAGNA 1:50.000 del sector central de la sierra de Guadarrama (1985-1989).
Su actividad científica abarcó todos los campos de la petrología y geoquímica de rocas endógenas, tanto metamórficas, como plutónicas y volcánicas. Sus trabajos se centraron especialmente en el Macizo Hespérico y en las regiones volcánicas cenozoicas españolas. La mayor parte de su producción científica se centra en las rocas volcánicas, a las que dedicó cincuenta años de estudio. Como profesor, formó a centenares de geólogos, dirigiendo proyectos de investigación y tesis doctorales.
Murió en Madrid en 2000, con 67 años.

## Publicaciones (selección)
Publicó más de cien trabajos sobre vulcanismo español, sobre todo canario. Sus investigaciones realizadas en la sierra de Guadarrama y en las islas Canarias arrojaron más de treinta tesis doctorales y ciento cincuenta trabajos científicos. 
Libros
- Meléndez, B. y Fúster, J. M. (1966) Geología. Ediciones Paraninfo. 911 págs. (4.ª ed. 1980, 9.ª reimpr. 2000) ISBN 8428309566

Artículos
- Aportaciones a la Petrografía de la isla de Fernando Poo (1950)
- Estudio petrográfico de la Guinea Continental Española (1951)
- Estudio petrográfico de las rocas volcánicas lamproíticas de Cabezo María (Almería) (1953)
- Transformaciones metasomáticas en los diques diabásicos y lamprófidos de la Sierra de Guadarrama (1955)
- Las técnicas fotogeológicas y los problemas geológicos africanos (1958)
- Vocabulario de términos petrológicos (1959)
- Nota previa sobre la geología del macizo de Betancuria, Fuerteventura, Islas Canarias (1965)
- Síntesis de las lamproitas (1966)
- Significance of basic and ultramafic rock inclusions in the basalts of Canary Islands (1967)
- “La erupción del volcán Teneguía”, en Estudios Geológicos, vol. monográfico (1974)
- “Sobre la constitución y el significado del Complejo Basal de Fuerteventura” en Nature (1975)
- Análisis químicos de rocas españolas publicados desde 1952 hasta 1956, Evolución magmática de la provincia de la Guelaya (Norte de Marruecos) (1975)
- Geology and Volcanology of the Canary Islands (1975)
- Evolución geológica del Archipiélago canario (discurso leído en la sesión de recepción como académico numerario en la Real Academia Española de Ciencias Exactas, Físicas y Naturales), contestación de Manuel Alía Medina, Madrid, Real Academia de Ciencias Exactas, Físicas y Naturales (1981)
- Vulcanismos: Riesgos cercanos y remotos, (discurso inaugural de curso), Madrid, Real Academia de Ciencias Exactas, Físicas y Naturales (1992)
- Vulcanismo y cambio climático (ciclo de conferencias de la Real Academia de Ciencias Exactas, Físicas y Matemáticas) (1998)

## Reconocimientos
Fúster está considerado el creador de la vulcanología en España. Fue miembro de diversas sociedades científicas, españolas y extranjerasentre ellas la Real Sociedad Española de Historia Natural, de la que fue presidente en 1967, y la Real Academia de las Ciencias Exactas, Físicas y Naturales cuyo ingreso tuvo lugar en 1981 con el discurso Evolución geológica del Archipiélago canario. En 1999, fue elegido presidente de esta real academia, de su sección de Ciencias Naturales. Ese mismo año se le concedió la Medalla de Oro de la Comunidad Autónoma de Canarias.